# 第一个五年计划 (尼泊尔)
尼泊尔第一个五年计划（1955年 - 1960年）是1950年代初结束了拉纳王朝的独裁统治、人们生活困难、温饱尚待解决的背景下为了恢复经济在1955年制定的发展国民经济的计划，总投资额为3.34亿卢比，全部用于公营部门的发展。其中发展重点是交通运输等基础设施的建设，占总投资额33.8%, 发展农业位居的投资额位居第二，占31.4%。第二产业及商业占16.7%，社会服务占17.1%。
由于当时尼政府缺乏资料和经验，并没有完全掌握尼泊尔的实际国情，虽然提出了要达到“自给自足和建设一个福利国家”，但并未提出明确的措施，所以第一个五年计划仅仅是一个实验性的计划。